# Alburnus kotschyi
Espèce
Statut de conservation UICN

 LC  : Préoccupation mineure
Alburnus kotschyi (en anglais Iskenderun Shah Kuli ou Arsuz bleak) est un poisson d'eau douce de la famille des Cyprinidae.

## Répartition
Alburnus kotschyi est endémique de Turquie. Cette espèce se rencontre dans les rivières se jetant dans le golfe d'Alexandrette, ainsi que dans la Seyhan et le Ceyhan.

## Étymologie
Son nom d'espèce lui a donné en l'honneur du Dr Kotshy

## Publication originale
- Steindachner, 1863 : Ueber eine neue Alburnus-Art aus Syrien. Sitzungsberichte der Mathematisch-Naturwissenschaftlichen Classe der Kaiserlichen Akademie der Wissenschaften, vol. 48, p. 193-194[5]. (texte intégral).